# Kaple svatého Bartoloměje (Hodkovičky)
Kaple svatého Bartoloměje stojí v Praze - Hodkovičkách, u Modřanské ulice a byla postavena v roce 1890.

## Popis
Je to jednoduchá přízemní stavba obdélníkového půdorysu o rozměrech 4,00 x 3,15 m. V průčelí jsou prosklené dvoudílné dveře se samostatnou umělecky kovanou mříží, nad vchodem je trojúhelníkový štít, v bočních stěnách je po jednom segmentově zaklenutém okně. Na zadní části střechy je umístěna čtyřboká věžička s jehlancovitou stříškou a křížkem na vrcholu. Věžička má malá okénka a je v ní umístěn zvon. Uvnitř kapličky stojí malý oltář.
Na průčelní stěně jsou zasazeny dvě tabulky, které označují výšku hladiny Vltavy v roce 1890 a 2002, kdy byly povodně.

## Doprava
Barokní kaplička se nalézá v Hodkovičkách v parku u zastávky MHD – Černý kůň.